# Vaccinium scandens
Vaccinium scandens är en ljungväxtart som beskrevs av Schlechter. Vaccinium scandens ingår i Blåbärssläktet, och familjen ljungväxter. Inga underarter finns listade i Catalogue of Life.